# Allomengea

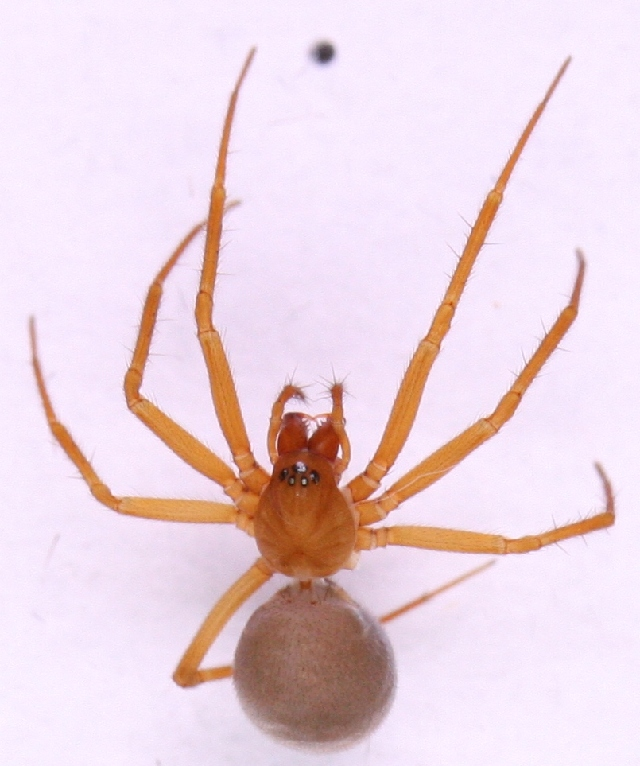
Allomengea scopigera

Allomengea é um gênero de aranhas da família Linyphiidae descrito em 1912.